# Zhao Wei
Zhao Wei (Wuhu, Anhui, China; 12 de marzo de 1976) también conocida como Vicky Zhao, es una actriz, cantante, productora y directora china.

## Biografía
Es la segunda hija de Zhao Jiahai (赵家海), un ingeniero y de Wei Qiying (魏启颖), una maestra de primaria. Su hermano mayor se llama, Zhao Jian (赵健).
En 2008 se casó con el empresario chino Huang Youlong (黄有龙) en Singapur. En abril de 2010 tuvieron su primera hija, Huang Xing (黄新).
Es muy buena amiga de las cantantes chinas Faye Wong y Na Ying.

## Filmografía

### Películas
| Año  | Título                                     | Título chino         | Papel                   | Notas      |
| ---- | ------------------------------------------ | -------------------- | ----------------------- | ---------- |
| 1994 | A Soul eater love baby Haunted by Painting | 画魂                 |                         |            |
| 1995 | Behind the Wall of Shame                   | 女儿谷               | Ding Jing'er            |            |
| 1996 | Palacio Oriental, Palacio Occidental       | 东宫西宫             |                         |            |
| 1999 | Déjà Vu 2000                               | 缘，妙不可言         | Vicky                   |            |
| 2000 | The Duel                                   | 决战紫禁之巅         | Princesa Phoenix        |            |
| 2001 | Shaolin Soccer                             | 少林足球             | Ah Mui                  |            |
| 2002 | El control de la venganza                  | 夕阳天使             | Sue                     |            |
| 2002 | Odisea China                               | 天下无双             | Li Fengjie              |            |
| 2003 | Green Tea                                  | 绿茶                 | Wu Fang/Lang Lang       |            |
| 2003 | My Dream Girl                              | 炮制女朋友           | Zhang Ning              |            |
| 2003 | Warriors of Heaven and Earth               | 天地英雄             | Wen Zhu                 |            |
| 2004 | Jade Goddess of Mercy                      | 玉观音               | An Xin                  |            |
| 2005 | A Time To Love                             | 情人结               | Qu Ran                  |            |
| 2006 | The Postmodern Life of My Aunt             | 姨妈的后现代生活     | Liu Dafan               |            |
| 2007 | The Longest Night in Shanghai              | 夜。上海             | Lin Xi                  |            |
| 2008 | El acantilado rojo Parte 1                 | 赤壁                 | Sun Shangxiang          |            |
| 2008 | Painted Skin                               | 画皮                 | Chen Peirong            |            |
| 2009 | El acantilado rojo Parte 2                 | 赤壁：决战天下       | Sun Shangxiang          |            |
| 2009 | Mulan                                      | 花木兰               | Hua Mulan               |            |
| 2009 | The Founding of a Republic                 | 建国大业             | Miembro de CPPCC        |            |
| 2010 | 14 Blades                                  | 锦衣卫               | Qiao Hua                |            |
| 2012 | LOVE                                       | 爱                   | Jin Xiaoye              |            |
| 2012 | Painted Skin: The Resurrection             | 画皮                 | Princesa Jing/Xiao Wei  |            |
| 2013 | So Young                                   | 致我们终将逝去的青春 | directora de cine       |            |
| 2014 | Dearest                                    | 亲爱的               | Li Hongqin              |            |
| 2015 | Hollywood Adventures                       | 横冲直撞好莱坞       | Weiwei                  |            |
| 2015 | Lost in Hong Kong                          | 港囧                 | Cai Bo                  |            |
| 2016 | Three                                      | 三人行               | Dra. Tong Qian          |            |
| TBD  | No Other Love                              | 没有别的爱           | directora de cine       |            |
| 2019 | Starlight                                  | 星光                 | directora de cine       | Documental |
| 2019 | Two Tigers                                 | 两只老虎             | Estudio cinematográfico |            |

### Series de televisión
| Año  | Título                        | Título chino       | Papel                   | Notas |
| ---- | ----------------------------- | ------------------ | ----------------------- | ----- |
| 1996 | Sisters in Beijing            | 姐姐妹妹闯北京     | Bai Xiaoxue             |       |
| 1997 | Magic Formula                 | 大魔方             | Luo Man                 |       |
| 1998 | My Fair Princess              | 还珠格格           | Xiaoyanzi               |       |
| 1999 | My Fair Princess 2            | 还珠格格（第二部） | Xiaoyanzi               |       |
| 2001 | Romance in the Rain           | 情深深雨濛濛       | Lu Yiping               |       |
| 2005 | Moment in Peking              | 京华烟云           | Yao Mulan               |       |
| 2007 | Thank You for Having Loved Me | 谢谢你曾经爱过我   | Tan Yuwei               |       |
| 2009 | The Epic of a Woman           | 一个女人的史诗     | Tian Sufei              |       |
| 2015 | Tiger Mom                     | 虎妈猫爸           | Bi Shengnan             |       |
| 2019 | Everyone Longs to Meet You    | 谁都渴望遇见你     | Estudio cinematográfico |       |

### Programas de variedades
| Año              | Programa                       | Notas                  |
| ---------------- | ------------------------------ | ---------------------- |
| 2020             | Ace vs Ace S5                  | invitada               |
| 2019             | Actors, Please Take Your Place | mentora                |
| 2017 - 2018      | Chinese Restaurant S1 y S2     | miembro                |
| 2009, 2015, 2017 | Happy Camp                     | 3 episodios - invitada |
| 2016             | Day Day Up                     | invitada               |

### Productora
- 2015: Hollywood Adventures (película)
- 2015: Tiger Mom (serie de televisión)

## Embajadora
En 2014, fue nombrada como embajadora de "Global Alliance for Clean Cookstoves".

## Premios y nominaciones
- 1998: My Fair Princess - Premio Golden Eagle a la mejor actriz
- 2005: A Time To Love - Premio festival internacional de cine de Shanghái a la mejor actriz
Premio festival de cine de Changchun a la mejor actriz
- 2009: Mulan Parte 2 - Premio Hundred Flowers a la mejor actriz
Premio festival de Cine de Changchun a la mejor actriz
Premio de la crítica de Shanghái a la mejor actriz
- 2013: So Young - Premio Golden Rooster a la mejor ópera prima
Premio Hundred Flowers a la mejor director
Premio de la crítica de Shanghái a la mejor ópera prima
- 2014: Dearest - Premio de cine de Hong Kong a la mejor actriz
Premio de la crítica de Hong Kong a la mejor actriz